# 對抗北方軍事演習
對抗北方軍事演習（英語：Cope North）是一年一度的多國軍事演習，在關島及其周邊地區舉行。第一次演習於1978年舉行。主要的參與國家有美國、日本和澳大利亞。
2016年，除了美國、日本和澳大利亞之外，韓國、菲律賓和紐西蘭也參與該演習。成為有史以來最大規模的對抗北方軍事演習。2017年和2018年則恢復至通常的參與國家：美國、日本和澳大利亞。